# Guru del sikhismo

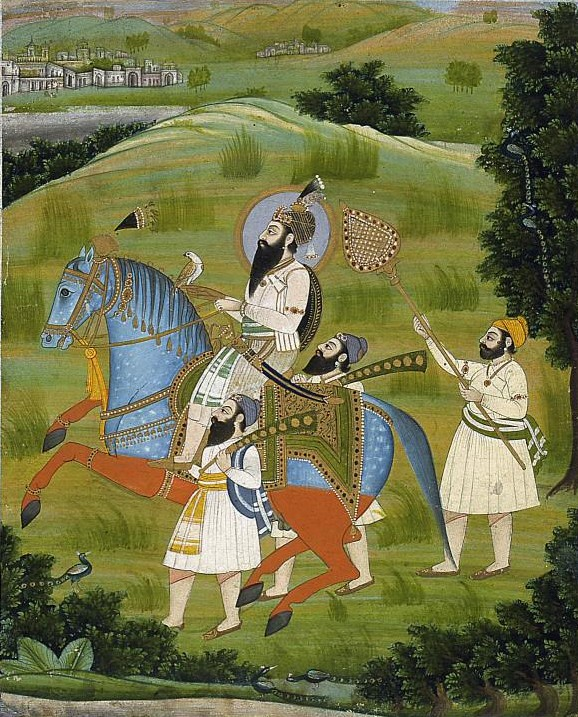
Guru Gobind Singh.

Per il sikhismo, guru deriva etimologicamente da gu: oscurità e ru: verso la luce. Il guru, come nell'induismo, è colui che guida il discepolo dalle tenebre alla luce.
Il Guru Granth Sahib, il libro dei sikh, ricorda a questo proposito, a pagina 463:
ਜੇ  ਸਉ  ਚੰਦਾ  ਉਗਵਹਿ  ਸੂਰਜ  ਚੜਹਿ  ਹਜਾਰ  ॥
ਏਤੇ  ਚਾਨਣ  ਹੋਦਿਆਂ  ਗੁਰ  ਬਿਨੁ  ਘੋਰ  ਅੰਧਾਰ  ॥੨॥
ovvero:
Anche se ci sono un centinaio di lune e mille soli,
Anche con tale luce, il buio persiterà senza la presenza del guru.
Maaroo, First Mehl:
For endless eons, there was only utter darkness. -  Per infiniti eoni, c'era solo l'oscurità totale.
There was no earth or sky; there was only the infinite Command of His Hukam. -  Non c'era terra o cielo; c'era solo il comando infinito del suo Hukam(ordine).
There was no day or night, no moon or sun; God sat in primal, profound Samaadhi. -  Non c'era né giorno né notte, né luna né sole; Dio sedeva nel Samaadhi(meditazione) primordiale e profondo.
There were no sources of creation or powers of speech, no air or water. -  Non c'erano fonti di creazione o poteri di parola, né aria né acqua.
There was no creation or destruction, no coming or going. -  Non c'era creazione o distruzione, né andare né venire.
There were no continents, nether regions, seven seas, rivers or flowing water. -  Non c'erano continenti, regioni inferiori, sette mari, fiumi o acqua corrente.
There were no heavenly realms, earth or nether regions of the underworld. - Non c'erano regni celesti, regioni terrestri o infernali degli inferi.
There was no heaven or hell, no death or time. - Non c'era paradiso o inferno, né morte né tempo.
There was no hell or heaven, no birth or death, no coming or going in reincarnation. ||3|| - Non c'era inferno o paradiso, né nascita né morte, né venire né andare nella reincarnazione
There was no Brahma, Vishnu or Shiva. - Non c'era Brahma, Vishnu o Shiva.
No one was seen, except the One Lord. - Nessuno è stato visto, tranne l'Unico Signore.

Guru è un termine importante che ha quattro significati. Il primo è in relazione a Dio. Dio è il guru, essendo al di fuori del tempo, ma che rientra nella dimensione temporale. Dio, anche chiamato Vahiguru, è l'istruttore divino. Per il sikhismo, i guru si trova anche in nell'induismo o nell'Islam.Il secondo significato del termine è, naturalmente, il guru umano. Il sikh riconosce undici Guru, dieci che hanno vissuto in carne e ossa e l'ultimo incarnato nell'anima dei dieci precedenti e sotto la forma di un libro, Siri Guru Granth Sahib:
- Guru Nanak (1469-1539) fondatore della religione sikh, diffonde la parola di Dio col nome ੴ(Ek Onkar: un unico creatore di tutto e tutti gli esseri), gira il mondo nelle quattro direzioni (nord, ovest, est e sud): a Nord TIBET a Ovest Arabia Saudita (in alcuni testamenti provano anche la visita a Roma da parte di GURU NANAK DEV JI)a Sud fino al Sri Lanka e a Est fino al Birmania. Guru Nanak Dev Ji descrive perfettamente la creazione dell'universo e la sua fine (The sky and the earth shall pass away; He alone is permanent. ANG 64 M:1) : il seguente verso si trova a metà pagina (The day and the sun shall pass away; the night and the moon shall pass away; the hundreds of thousands of stars shall disappear.)
- Guru Angad Dev (1504-1552) creò l'alfabeto gurmukhî e compose 62 inni.
- Guru Amar Das (1479-1574) creò la comunità dei sikh a Goindwal, non lontano dall'attuale Amritsar. Egli diede anche inizio alla tradizione del Langar, o di un pasto condiviso da tutti i fedeli al di là del loro stato sociale, della loro razza o del genere. Egli realizzò ardentemente una campagna contro molte pratiche come l'infanticidio femminile, l'immolazione delle vedove sul fuoco, la clausura femminile, la segregazione di casta, ecc.
- Guru Ram Das (1534-1581) fondò la città di Amritsar ed iniziò la costruzione del tempio d'Oro
- Guru Arjan Dev (1563-1606) terminò la costruzione del tempio d'Oro e compilò l'Âdi Granth. Venne martirizzato dai Moghul, su ordine di Jahângîr, per essersi rifiutato di far entrare la tradizione sikh sotto il giogo dell'Islam.
- Guru Har Gobind (1595-1645) si proclamò detentore dell'autorità temporale (Miri) oltre che spirituale (Piri) e creò un esercito per difendere i sikhs e il popolo del Punjab contro il fondamentalismo dei Moghul.
- Guru Har Rai (1630-1661) continuò l'opera del suo predecessore, la predicazione in tutta l'India settentrionale e rafforzò le fondamenta della comunità sikh
- Guru Har Krishan (1656-1664), il guru bambino, divenne guru a cinque anni e morì di vaiolo tre anni dopo. Fu quindi la sola figura senza barba.
- Guru Tegh Bahadur (1622-1676) venne decapitato per ordine di Aurangzeb per aver dato rifugio a dei brahmani del Cashmere e per aver rifiutato di convertirsi all'islam, inoltre salvò la Religione Hindu dalla sua estinzione.
- Guru Gobind Singh (1666-1708) l'ultimo guru incarnato. Completò l' Âdi Granth, militarizzò i sikh e costituì il Khâlsâ Panth. Instaurò il battesimo, l'adozione dell cinque K e dei patronimici Singh (leone) per gli uomini e Kaur (principessa) per le donne.Sacrificò i suoi 4 figli per il bene dell'umanità ( 2 figli furono murati vivi e due figli cadderò in battaglia davanti al padre),dopo numerosi anni passati a combattere combattere le truppe mongole e le persecuzioni di Aurangzeb, consacrò il Siri Guru Granth Sahib come suo ultimo successore.
- Il Siri Guru Granth Sahib, il libro, l'ultimo guru, la manifestazione più elementare di Shabad Guru.

Il terzo significato è quello utilizzato non per un guru di carne e ossa, ma il Guru Granth Sahib, il Guru senza tempo lasciato da Guru Gobind Singh.
Un quarto significato è legato al termine Guru Panth vale a dire, la comunità sikh. Le sue decisioni, benché temporali, segnano i credenti nel tempo.